# Друштво књижевника Београда
Друштво књижевника Београда је добровољна, нестраначка и непрофитабилна организација која окупља уметнике из области књижевности и културе. 
Основано је у фебруару 2013. године на иницијативу угледних чланова Удружења књижевника Србије и Друштва књижевника Војводине.

### Циљеви
Друштво књижевника Београда има основни циљ да се бори за нови систем вредности у књижевности, као и у целокупној култури Београда и Србије, инсистирајући на праведном вредновању књижевних и уметничких дела.

## Чланови
Неки од истакнутијих чланова Друштва јесу: Александар Блажевић, Мирјана Новокмет, Ксенија Марковић – Шукуљевић, Васа Радовановић, Срђан Симеуновић Сендан, Љубомир Вујовић, Гордана Ћулибрк, Душан Д. Живанчевић, Зоран Д. Живковић, Зоран Илић, Иван Деспотовић, Зоран Шкиљевић и многи други.
Удружење тренутно броји око сто чланова.

## Делатност
Друштво књижевника Београда:
- унапређује и афирмише оригинално књижевно стваралаштво и културу књижевног изражавања;
- штити слободу књижевног стваралаштва и залаже се за повољан материјални и друштвени положај књижевних стваралаца и књижевног стваралаштва у Београду;
- води бригу о заштити моралних и материјалних права својих чланова;
- залаже се за културну, националну, језичку, верску, етничку толеранцију, толеранцију уверења и равноправност;
- приређује књижевне расправе, организује националне, регионалне и међународне манифестације, обележава јубилеје и значајне догађаје културе и књижевности, организује семинаре, скупове и трибине; бави се непрофитном издавачком делатношћу у циљу унапређивања и популаризације, ширења књижевности и стваралаштва уопште.
- сарађује са другим удружењима књижевних стваралаца, уметничким и културним удружењима, организацијама и институцијама у земљи и иностранству.
- развија међународну културну и књижевну сарадњу

Овлашћено лице – извршни директор Друштва књижевника Београда је Зоран Шкиљевић, прозни писац из Београда.
У оквиру Удружења делује и међународно удружење сатиричара – Балкански троугао.
Друштво књижевника Београда је гостовало и представљало стваралаштво својих чланова у многим градовима у Србији: Крагујевцу, Новом Саду, Вршцу, Аранђеловцу, Младеновцу, Бачкој Паланци, као и у Словенији, Црној Гори и Републици Српској.

### Секције
У оквиру Друштва активно је неколико секција: Секција за духовно стваралаштво, Секција за ликовно стваралаштво, Одељење за развој науке о књижевности, Секција за кантауторско стваралаштво, Секција за рок музику, Секција за сарадњу са особама са инвалидитетом, Секција за дечију поезију и музику.

### Издавачка делатност
Друштво књижевника Београда се бави и издавачком делатношћу, објављује дела својих чланова, али и значајних српских и страних писаца.
Удружење  издаје и часопис за ангажовану књижевност – БЕОГРАДСКИ БАЛКАНСКИ ТРОУГАО који излази три пута годишње и до сада су објављена три броја.
Исто тако, Удружење издаје часопис за књижевност – Београдски круг кредом. Часопис излази три пута годишње и до сада је објављен један број.